# Чемпіонат УРСР із шахів 1969 (жінки)
29-й чемпіонат України із шахів серед жінок, що проходив у Чернівцях з 2 по 22 березня 1969 року.

## Загальна інформація про турнір
Турнір проходив за коловою системою. 15 шахісток виборювали не тільки звання чемпіонки України, але й чотири путівки в півфінали першості СРСР.
Після шести турів лідирувала киянка Т.Шевченко, в активі якої було 5½ очка, у тому числі перемога над міжнародним майстром Ольгою Андреєвою. Любов Ідельчик, Ніна Русинкевич та О.Андреєва мали по 4 очка.
У наступних трьох турах Шевченко двічі поспіль поступилася своїй землячці Риммі Антоновій та молодій хмельницькій шахістці Лідії Семеновій — і опустилася на третє місце. Вперед за підсумками 9-ти турів вийшли харків'янки Ідельчик (6½ з 8) та Андреєва (6½ з 9). У Шевченко було 6 очок, по 5 очок мали Морозова (сім партій), Русинкевич (вісім) і Вапнична (дев'ять партій).
Набравши 11 очок з 14 можливих чемпіонкою України вдруге стала майстер спорту з Харкова Любов Ідельчик. Срібна нагорода дісталася львівській студентці Тетяні Морозовій, яка відстала від переможниці тільки на ½ очка. Бронзовим призером стала молода 17-річна шахістка з Хмельницького Лідія Семенова — 10 очок.
Не зовсім вдало виступила на турнірі міжнародний майстер Ольга Андреєва (Харків), але четвертою вакансією у півфінали все ж не поступилася нікому.

## Турнірна таблиця
| №  | Учасник          | Місто        | 1 | 2 | 3 | 4 | 5 | 6 | 7 | 8 | 9 | 10 | 11 | 12 | 13 | 14 | 15 |  | + | − | = | Очки | Місце  |
| -- | ---------------- | ------------ | - | - | - | - | - | - | - | - | - | -- | -- | -- | -- | -- | -- |  | - | - | - | ---- | ------ |
| 1  | Любов Ідельчик   | Харків       |   |   |   |   |   |   |   | 1 |   |    |    |    |    |    |    |  |   |   |   | 11   | Gold   |
| 2  | Тетяна Морозова  | Львів        |   |   |   |   |   |   |   | ½ |   |    |    |    |    |    |    |  |   |   |   | 10½  | Silver |
| 3  | Лідія Семенова   | Хмельницький |   |   |   |   |   |   |   | 1 |   | 1  |    |    |    |    |    |  |   |   |   | 10   | Bronze |
| 4  | Ольга Андреєва   | Харків       |   |   |   |   |   |   |   | 0 |   | 0  |    |    |    |    |    |  |   |   |   | ?    | 4      |
| 5  | Ніна Русинкевич  | Донецьк      |   |   |   |   |   |   |   | ½ |   |    |    |    |    |    |    |  |   |   |   | ?    | ?      |
| 6  | Раїса Вапнична   | Чернівці     |   |   |   |   |   |   |   | ½ |   |    |    |    |    |    |    |  |   |   |   | ?    | ?      |
| 7  | Р. Оводенко      |              |   |   |   |   |   |   |   | ½ |   |    |    |    |    |    |    |  |   |   |   | ?    | ?      |
| 8  | Римма Антонова   | Київ         | 0 | ½ | 0 | 1 | ½ | ½ | ½ |   | ½ | 1  | 1  | 0  | 0  | 1  | 1  |  | 5 | 4 | 5 | 7½   | ?      |
| 9  | Ірина Розенцвайг | Львів        |   |   |   |   |   |   |   | ½ |   |    |    |    |    |    |    |  |   |   |   | ?    | 9      |
| 10 | Тамара Шевченко  | Київ         |   |   | 0 | 1 |   |   |   | 0 |   |    |    |    |    |    |    |  |   |   |   | ?    | ?      |
| 11 | Швідлер          |              |   |   |   |   |   |   |   | 0 |   |    |    |    |    |    |    |  |   |   |   | ?    | ?      |
| 12 | Т. Вершиніна     | Чернівці     |   |   |   |   |   |   |   | 1 |   |    |    |    |    |    |    |  |   |   |   | ?    | ?      |
| 13 | Алла Ковальова   | Харків       |   |   |   |   |   |   |   | 1 |   |    |    |    |    |    |    |  |   |   |   | ?    | ?      |
| 14 | Фаїна Гершман    | Кіровоград   |   |   |   |   |   |   |   | 0 |   |    |    |    |    |    |    |  |   |   |   | ?    | ?      |
| 15 | Гельман          |              |   |   |   |   |   |   |   | 0 |   |    |    |    |    |    |    |  |   |   |   | ?    | ?      |

| Легенда таблиці | Легенда таблиці        | Легенда таблиці | Легенда таблиці         | Легенда таблиці | Легенда таблиці | Легенда таблиці | Легенда таблиці | Легенда таблиці | Легенда таблиці |
| --------------- | ---------------------- | --------------- | ----------------------- | --------------- | --------------- | --------------- | --------------- | --------------- | --------------- |
|                 | Партія білими фігурами |                 | Партія чорними фігурами | 1               | перемога        | ½               | нічия           | 0               | поразка         |